# Tiếng hát học trò
Tiếng hát học trò là một bộ phim tâm lý dành cho lứa tuổi mới lớn của đạo diễn Thái Thúc Nha, ra mắt năm 1970.

## Lịch sử
Truyện phim dựa theo tiểu thuyết cùng tên của nhà văn Văn Quang.

## Nội dung
Một cô nữ sinh mới lớn, buồn vì mẹ không gần gũi vỗ về, thất vọng vì mối tình đầu không thần tiên đẹp đẽ như cô hằng mơ tưởng.
Vì chán chường cuộc đời có quá nhiều chuyện xấu xa dồn dập xảy đến với cô, cô sinh ra buồn rầu đến nỗi bệnh nặng.
Cũng may cô còn có một cô bạn gái thân thiết để mà tâm sự và để mà cố gắng hi vọng rằng tương lai sẽ tốt đẹp hơn.

## Kĩ thuật

Cảnh khỏa thân của Thanh Lan gây chấn động dư luận điện ảnh Việt Nam Cộng hòa vì tuổi đời khá trẻ của cô.

Phim được thực hiện tại Sài Gòn năm 1969.

### Sản xuất
- Tiếng hát học trò

Sáng tác : Minh Kỳ, Nguyễn Hiền
Trình bày : Thanh Lan
- Tạ tình
Sáng tác : Hoàng Thi Thơ
Trình bày : Thanh Lan

### Diễn xuất
- Thanh Lan
- Huy Cường
- Thiên Kim

## Vinh danh
- Diễn viên nhiều triển vọng nhất (Thanh Lan) - Giải thưởng Văn học Nghệ thuật năm 1970.

## Liên kết
- Lê Quang Thanh Tâm, Điện ảnh miền Nam trôi theo dòng lịch sử, Nhà xuất bản Văn Nghệ Thành phố Hồ Chí Minh, Sài Gòn, 2015.